# 艾玛乡
艾玛乡（藏語：ཡེ་མ་），是中华人民共和国西藏自治区日喀则市南木林县下辖的一个乡镇级行政单位。

## 行政区划
艾玛乡下辖以下地区：
达夏村、奴堆村、夏麦村、拉布遵村、龙穷村、恰热村、吉雄村、柳果村、阿荣村、拉布村、德庆村、夏嘎村、山巴村、德村、松东村和孜东雪村。